# Let's be together
|  | Denne artikel er oprettet af botten PalnaBot ud fra en ekstern database. Den kan derfor have sproglige fejl eller mangler. Denne skabelon kan fjernes efter kontrol af indholdet. |

Let's be together er en film instrueret af Nanna Frank Møller.

## Handling
Brasilianskfødte Hairon er 14 og bor med sin mor og stedfar i en lille dansk provinsby. Han ifører sig dagligt feminint tøj, make-up og høje hæle. Da Hairon møder sin far i Brasilien, bliver han ikke just mødt med begejstring - indtil det viser sig, at hans far selv i årevis har arbejdet som drag kunstner.